# ロックマンゼロシリーズ
ロックマンゼロシリーズ（英: Mega Man Zero series）は、カプコンより発売された『ロックマンゼロ』を第1作とするアクションゲームのシリーズ作品である。

## 概要
ロックマンXシリーズでも特に人気の高かったキャラクター「ゼロ」を主人公に置いたシリーズで、舞台もXシリーズの数百年後の未来という設定。完成度の高い2Dアクションと、シリアスなストーリーを特徴としている。
基本アクションはXシリーズを継承しているが、ボスを倒すこと以外にも目的が存在するステージ、育成要素の強い「サイバーエルフ」という強化システムなど、従来のシリーズとは一線を画す新要素が数多く登場している。第一作目では特にこの傾向が強かったが、二作目以降から次第にロックマンシリーズやXシリーズに近いシステム性へと回帰していった。また、基本的に4作品とも全16ミッション構成（これはシリーズ続編のロックマンゼクスシリーズにも受け継がれている）。
ボス戦も今までのシリーズと大幅に異なっており、2作目以降は条件を満たすことで「EXスキル」という専用技を入手できるものの、基本的にボスを倒しても特殊武器は得られない。その代わりボスには雷、炎、氷、無の4つの属性があり、無属性以外のボスは弱点属性（雷→炎→氷→雷の3すくみ）を突くことで有利に戦うことができるようになっている。ボスの名称はXシリーズと同じ「〜・〜」だが、前半が能力、後半がモチーフとなった動植物といった型はなく、名称内に多数の意味が込められていることが多い。また、ボスの異名のほとんどに当て字が含まれている。
製作はインティ・クリエイツ。同社には初代『ロックマン』、初期のXシリーズ開発に携わっていた元カプコン社員も在籍しており、実際に本シリーズの開発も担当している。

## シリーズ一覧
- ロックマンゼロ（GBA・2002年、VC）
- ロックマンゼロ2（GBA・2003年、VC）
- ロックマンゼロ3（GBA・2004年、VC）
- ロックマンゼロ4（GBA・2005年、VC）

以下はコレクションソフト。
- ロックマンゼロコレクション（DS、2010年）
- ロックマン ゼロ&ゼクス ダブルヒーローコレクション（Switch、PS4、Xbox One、Steam、2020年） - 『ロックマンゼロシリーズ』、『ロックマンゼクスシリーズ』全作を収録

## 登場キャラクター
カッコ内に記載されているZ1といった記述は登場シリーズの略称（Z1：ロックマンゼロ、Z2：ロックマンゼロ2、Z3：ロックマンゼロ3、Z4：ロックマンゼロ4）。

### メインキャラクター
ゼロ（Zero）
声 - 風間勇刀（原作） / 置鮎龍太郎（『鬼武者 無頼伝』のみ）
本作の主人公。十の光る武具の一つ、ゼットセイバーを持つ。100年前に共に戦ったエックスとは誰よりも強い絆で結ばれた親友同士である。妖精戦争後、100年にわたって封印されていた。シエルによって目覚めた後はレジスタンスに協力することとなる。ロックマンXシリーズのゼロとは同一人物であるが、風貌が異なる（体の色が赤・白主体から赤・黒主体になり、声優も異なる）。これはそれぞれのシリーズにおける視点の違いに起因するものであり、本来の外見などは全く変わらないというのが公式の見解である。パッシィ（サイバーエルフ）によって強引に眠りから覚めたが、Xシリーズでの出来事の記憶のほとんどを失っており、あまり覚えていない。性格がXシリーズよりもクール（無口）になっている（Z1では終盤以外ではほとんど喋らない）。Z3以降はシエルを慰めるなど、口数が多くなっている。ネオ・アルカディアとの闘いの最中、その記憶を断片的に蘇らせていくこととなる。Z3にて自身の体に関する秘密を知るが、彼の心は揺るがなかった。Z4終盤でラグナロクと融合したバイルとともに大気圏へ突入し、行方不明となる。「破壊神」「英雄」など、劇中でのゼロに対する認識、呼称は様々だが、当人はそれに縛られることなく最後まで自分が信じる者のために戦い続けた。
後の『ロックマンゼクス』にて、ガーティアンの初代司令官によってゼロを参考にしたライブメタル・モデルZが製作されている。
シエル（Ciel）
声 - 田中理恵
本作のヒロイン。ネオ・アルカディアの優秀な科学者を産出する計画に基づき、遺伝子操作によって産まれた人間の少女。Z1の時点での年齢は14歳。かつてはネオ・アルカディアに所属していたが、現在は処分を免れたレプリロイドたちと共に生活し、レジスタンス活動を行っている。聡明で、多くのレプリロイドたちから慕われている。
彼女がレプリロイドを救おうとする理由は、自分がエックスの代行として製作したコピーエックスのせいで、多くの無実のレプリロイドが処分されることになった責任からでもある。レプリロイドやサイバーエルフの研究を主としているが、エネルギー不足を解消するための新システム「システマ・シエル」を開発したり、若いながらもレジスタンスの司令官を務めるなど、その才能は多岐にわたる。レジスタンスとして活動してはいるが争いは好まず、科学の力による平和的解決を望んでいる。そのため、強硬派である新司令官エルピスとはしばしば意見が対立していた。Z4ではネオ・アルカディアから脱走したキャラバンの人間たちがレプリロイドを憎んでいることを知って心を痛めていた。全シリーズの戦いの中でゼロに篤い信頼を寄せ、最後まで信じ続けた。
エックス（X）
声 - 水島大宙（CDドラマ）
ロックマンXシリーズの主人公で、100年前にゼロと共に戦った伝説の英雄。本作でもエックスと呼称する。十の光る武具の一つ、エックスバスターを持っていた。ダークエルフを封印するためにオリジナルボディから離れ、今はサイバーエルフとなっている。
ゼロ同様、Xシリーズとは容姿が異なっており、さらに口調も変わっている（一人称が「俺」から「ボク」になっているなど）。度々ゼロたちの前に現れ、わずかながらサポートや助言を与えていた。Z2でボディがエルピスに破壊され、さらにZ3のエンディングで力を使い果たし、人間とレプリロイドの未来をゼロに任せて消えていった。
後の『ロックマンゼクス』にて、ガーティアンの初代司令官にエックスを参考にしたライブメタル・モデルXが製作されている。

### レジスタンス
セルヴォ（Cerveau）
レジスタンス一の技術者。さまざまな武器を開発して、ゼロに与える。武器開発に明け暮れるあまり、1週間近くもエネルゲン水晶の補給を忘れてしまうほど熱中してしまう。シエルに対し父親にも似た感情を持っており、陰ながら支える功労者でもある。
アルエット（Alouette）
声 - 広橋涼（CDドラマ）
サイバーエルフの世話をしている女の子のレプリロイド。アルエットという名前はシエルにつけてもらった。シエルを尊敬しており、彼女に作ってもらったぬいぐるみを常に抱いている。2匹のベビーエルフにクリエ、プリエと名づけた。将来はサイバーエルフを研究するのが夢。Z3の改造カードを使用するとレジスタンスたちのメンバーと同じような緑色の服装に変わる。
コルボー（Colbor）
レジスタンスのメンバー。通称「コルボー・チーム」のリーダー。行動的だが、おっちょこちょいな点が目立つ。Z4では、ネオ・アルカディア壊滅後の人間の救出作戦の現場指揮を取っていた。
アンドリュー（Andrew）
声 - 西川幾雄（CDドラマ）
レジスタンスに同行している。元はパン職人だったらしく、その前は船乗りや教師もしていた。昔人間の女性と恋仲になり、彼女だけが老いていくことに心を痛め、シエルに嘆願して老人型に改造してもらった。ボケが激しい、言ったことを正しく覚えてもらえないと拗ねるなど特徴的な部分がある。封印される以前のゼロを知っていた節がある。Z3の改造カードを使用すると若返る。
ルージュ（Rouge）
声 - 今井由香
赤く長い髪をした女性型のオペレーター。行うミッションの解説や、そのミッションを行う場所と転送する。ジョーヌ共々常にバイサーを着用している。ジョーヌとは共に任務を行うパートナー同士だが、私的には意見が対立して喧嘩することもしばしばある。Z4では一人でオペレーターを担当。
ジョーヌ（Jaune / Joan）
声 - 緒方恵美
黄色く短い髪をした女性型のオペレーター。ルージュの行うミッションの解説や、そのミッションを行う場所と転送する。Z4ではゼロに同行せずレジスタンスベースに滞在する。

### ネオ・アルカディア四天王
斜体は異名。オリジナルのエックスのデータを基盤として誕生した4人の戦士たち。後の『ロックマンゼクス』にて、ガーティアンの初代司令官に4人を参考にしたライブメタルが製作されている。
翠緑の斬撃 賢将ハルピュイア（Sage Harpuia）
声 - 緒方恵美
ネオ・アルカディア四天王（The Four Guardians）のリーダー格。十の光る武具の一つ、ソニックブレード（二刀流）を持つ。誇り高い性格で、エックスを政治面で補佐していた。「烈空軍団」を率いる。雷や竜巻をその気になれば起こすことができる。
エックス（オリジナル、コピー含め）を崇拝し、人間を守ることを絶対としているが、コピーエックスの統治しているネオ・アルカディアの在り方に少なからず疑問を持っている節もある。コピー死後はネオ・アルカディアの指揮代行を務めていたが、コピー復権後、度重なる失態を指摘され、レヴィアタンやファーブニル共々幹部の座を追われた。バイルによってネオ・アルカディアが掌握され、人間たちを守るためネオ・アルカディアと離別。以降の足取りに関しては作中で明言されなかったが、後にスタッフインタビューなどで彼らのその後が語られている（詳細は四天王参照）。初めはゼロをあからさまに敵視していたが、彼との戦いを通してレジスタンスの考えにも理解を示すようになり、Z3でオメガに重傷を負わされて助けられたりと、ゼロとはライバル関係にある。名前の由来は、ギリシャ神話に登場する妖鳥ハーピーの別名。
当作品以外のXシリーズのソーシャルゲーム作品『X DiVE』では2021年3月3日に登場し実装された。
紅蓮の豪腕 闘将ファーブニル（Fighting Fefnir）
声 - 中井和哉
四天王の1人で、対レジスタンス焦土作戦を執行する「塵炎軍団」のトップ。十の光る武具の1つ、ソドム&ゴモラ（マルチプルランチャー）を持つ。前線で戦うことを好む。常に己の強さに見合う好敵手に飢えており、事ある毎にハルピュイアを挑発しているが、これはファーブニルがハルピュイアの力を認めていることの表れである。ゼロに敗北した後は彼との決着に固執するようになる。自ら前線に立って戦うことを好み、他の軍団に比べて所属レプリロイドが極端に少ない。名前の由来は、北欧神話やゲルマン神話に登場するファフニールの別名。武器のソドム&ゴモラとは、旧約聖書に出てくる天からの火で滅ぼされたという都市の名前である。
蒼海の海神 妖将レヴィアタン（Fairy Leviathan）
声 - 今井由香
四天王の紅一点で、水中戦が得意。十の光る武具の1つ、フロストジャベリン（槍）を持つ。「冥海軍団」を指揮する。部下は熱血漢が多いが、自身の性格はクールで結構きつい。ゼロと対峙して以来、彼に愛憎の入り混じったような執着心を抱き、感情的な振舞いが見られるようになる。「地上はホコリっぽい」という理由で水中に居ることが多い。名前の由来は、旧約聖書に登場する海の怪物レヴィアタン。
漆黒の幻影 隠将ファントム（Hidden Phantom）
声 - 稲田徹
四天王の1人で、「斬影軍団」の頭領。十の光る武具の1つ、闇十文字（手裏剣）を持つ。隠密行動に長けている。四天王の中では温厚・寡黙な性格であるが故に、周囲から甘く見られている。が、エックスに対し絶対的な忠誠を誓っており、その存在を脅かす者には一片の情けもない。ゼロとの闘いで敗北し自爆するが魂は消滅せず、現在はサイバー空間に身を潜め、死してなおエックスを守護する。世界でゼロの秘密を全て知り、サイバー空間で再会したゼロと再び勝負に挑むが、「英雄としての魂は本物」とゼロを認めて去っていった。また、『リマスタートラック ロックマンゼロ・テロス』のドラマパートではサイバー空間でエックスと再会し、その後一時的にサイバー空間に来ていたレヴィアタンとファーブニルとも再会している。Z2で復活予定があり、アームドフェノメノンのデザイン画はZ3のヘルバット・シルトに酷似している。名前の由来は、西欧で亡霊・幽霊という意味を持つファントム。

### サイバーエルフ
ダークエルフ（Dark Elf）
レプリロイドの外見・性能を変化させ操る危険なサイバーエルフ。性能目的でレジスタンス、ネオ・アルカディアから行方を追われた。ネオ・アルカディアに回収され、バイルに利用された。オメガと連動していた部分があったのか、本来の姿に戻った。そのままどこかへと飛び去っていき、以降姿を見せることはなかった。
ベビーエルフ（Baby Elf）
ダークエルフの量産型コピー。能力はレプリロイドを操ることのみだが強力なエネルギーを発する。アルエットによって「クリエ」（創造“Creer” / “Crea”）「プリエ」（祈り“Prier” / “Prea”）と名づけられる。クリエはエリア７の研究施設からエルピスたちが奪い、プリエはデュシスの森でゼロが回収した。Z2の時点では赤ん坊のように簡単な単語しか喋れなかったが、Z3では会話が可能なレベルにまで成長している。

### 各シリーズの最終ボス
コピーエックス（Copy X） → コピーエックスMk-II（Copy X Mk-II / コピーエックスマークツー）
声 - 風間勇刀
Z1の最終ボス。ネオ・アルカディアの指導者で、シエルがエックスのDNAデータをコピーして作られたレプリロイド。エックスのコピーとは名ばかりで、オリジナルと異なり、自身が英雄で正義であると断言する、人間至上主義で高慢な性格。自称「オリジナルエックスの完全なるコピー」、「英雄」。戦闘時には天使のような白いアーマーを装着する（設定画では「アルテミットアーマー」と表記されている）。また、第2形態の姿はシリーズの最初にして唯一の属性を持つ最終ボスである（雷属性）。
Z3ではバイルの改造で「Mk-II（マークツー）」として復活するが、台詞が平仮名と片仮名の入り混じった不自然なものとなり、随所に「ギギ」という機械音が混じっている。再びネオ・アルカディアの指導者として君臨するも、バイルを無条件に信頼しているような言動を繰り返し、また人間を危険に晒すような作戦も厭わなくなっているなど、バイルに都合の良い傀儡と化していた。ゼロと対峙するも敗北、オリジナルからバイルに利用されていた事実を告げられてもなお抵抗しようとしたが、バイルに仕掛けられた罠が発動して自爆した。ネオ・アルカディアの人々はエックスがコピーであることは知らないため、Z4に登場するキャラバンの人間たちは（コピー）エックスを倒したゼロやレプリロイドたちを憎んでいたが、後に考えを改めている。
当作品以外のXシリーズのソーシャルゲーム作品『X DiVE』では2020年7月10日（台湾先行）に登場し、ダイヴフェス限定ガチャに実装された。また、同じ形状の武器アイテム「Xインパクト」も登場する。
エルピス（Elpis / Elpizo）
声 - 柏倉つとむ（現：カシワクラツトム）
Z2の最終ボス。元ネオ・アルカディアの都市管理局員レプリロイドTK31。「エルピス」という名は、彼が偶然見つけた図書館の古のデータベース「プロジェクト・エルピス」から自ら名づけた。
シエルのレジスタンスと合流後は研究で忙しいシエルの代わりにレジスタンスの司令官になった。ネオ・アルカディアへの直接攻撃｢正義の一撃作戦｣を開始するも作戦は無残にも失敗、自分の非力さを呪い、力を求め、ダークエルフをエックスのオリジナルボディから開放してしまう。戦闘性能を強化するも力を見せたがる思考が勝り無駄な動きが目立ち、ゼロに隙をつかれて敗北。最後は自分を止めてくれたゼロに感謝し本来の姿をのぞかせたマザーエルフの力でサイバーエルフ化して、いずこかへと去っていった。
形式番号の「TK31」は、演じている声優のイニシャルと誕生日から来ている（Tsutomu Kashiwakura 3月1日生まれから）。
オメガ（Omega）
声 - 諏訪部順一（第3形態のみ）
Z3の最終ボス。ゼロのオリジナルボディにその戦闘性能を最大限発揮するよう作った人格データを容れたもの。
第1形態のボディ（灰色、金色のボディ）は、オメガのあまりに大きすぎる出力を抑える拘束具であると同時に鎧であり、内部にオメガが格納されている。第2形態ではダークエルフの力を解放したことで巨大なエックスとゼロが合体したような姿となる（画面に上半身しか入りきらないほど）。この第2形態を破壊するとオメガが現れる。オメガとして使用してくる技のほとんどは、かつてロックマンXシリーズにおいてゼロが使っていた必殺技である。バスターショットはゼロ（コピーボディ）と同一だが、発射する向きが横になっている。
開発当初はXシリーズのゼロと同じデザイン案や、ゼロに肩アーマーを付けたような外見にするという案もあったようである。
後の『ロックマンゼクス』では、Z3とZ4に登場したミュートレスレプリロイドたち（それぞれ4人ずつ）と共に隠しボスとして復活する。ただし、本作と比べて攻撃頻度の増加、一部の技にHP回復効果がつくなど大幅に強化されており、その強さは本編の最終ボスをも凌ぐ。なお、オメガを参考にしたライブメタル・モデルOが登場しているが、誰が制作したのかは不明。
ドクター・バイル（Dr. Vile / Dr. Weil）
声 - 大塚周夫（Z4のみ）
Z4並びにシリーズの最終ボス。ネオ・アルカディアの悪の科学者で、人間もレプリロイドも全て憎悪の対象となっている。初登場のZ3でコピーエックスを復活させ、ネオ・アルカディアに復帰。彼を利用することでネオ・アルカディアの実質的な支配者へと上り詰め、地球の軌道上に浮かぶ巨大衛星攻撃砲台「ラグナロク」を使い外界の自然を全て破壊して人間やレプリロイドに自分と同じ「永遠の苦しみ」を与えようと企んだ。ゼロによって追い詰められ、ラグナロク・コアと融合し、さらにはラグナロクそのものと融合するもゼロに倒された。この際に生じたラグナロクの破片が、ゼクスシリーズに登場するライブメタル・モデルVの基となった。
英語版においては発音にあわせ「Weil」とドイツ語表記される。

## 武器
ロッド系武器やゼロナックルに関しては、各作品の「武器」参照。
ゼットセイバー（Z Saber）
登場シリーズ Z1 - Z4
グリップから出る黄緑色のビームの刃で斬る剣。十の光る武具の一つである。復活直後のゴーレム戦で謎のサイバーエルフ（正体はサイバーエルフ状態のエックス）から渡された。三段斬り、チャージ時の攻撃力の高さに加え、EXスキルによって衝撃波も撃てるなど対応力のある武器。オメガのものはビーム色が赤紫。EXスキルは12種類で全てのスキルの能力は同じである（ただし属性、+属性効果は各シリーズで異なる）、Z4では属性が完全に固定された。
バスターショット（Buster Shot）
登場シリーズ Z1 - Z4
ロックマンの作品としては珍しく携帯銃。シエルを庇って死んだレジスタンス隊員・ミランのものをゼロが使うことになった。ゼットセイバーをマガジンとして使えるよう改造され、リロードが無くなりチャージショットを撃てるようになった。EXスキルを学ぶことで様々なチャージショットを撃てるようになる。オメガも同じものを所有・使用している。EXスキルは12種類でスキルの能力はシリーズでほとんど違う。
シールドブーメラン（Shield Boomerang）
登場シリーズ Z1 - Z3
レジスタンスのセルヴォによって昔のゼロのデータから復元された武器。エネルギー弾を跳ね返す盾で、チャージして放つと一定距離を飛んで戻ってくるブーメランとなる。Z1・Z2ではスキルアップすることでより遠くまで飛ばせるようになる。Z2では一部の弾は跳ね返せなくとも防ぎ無効化することができる。EXスキルは3種類あり、床に沿って飛ばしたり、周りを旋回させたり、弾をエネルゲン水晶に変えたりすることができる。Z1では最終ステージのボス再戦時に部屋に置き去りにできるという隠し技がある。もともと無効化できる攻撃が限られ、射程も短いためノーマルモードでは使用頻度の低い武器であるが、ハードモードでは貴重な属性チャージが可能な武器であり、ボスによっては時間短縮のために重要な武器となる。

## 共通システム
サイバーエルフ
サイバーエルフを使用して、ゼロの能力強化、ライフ回復などの様々な効果が得られる。シリーズが進むにつれて効果や使用法は変化していった。
リザルト
各ステージクリアごとに、クリアタイムや敵の撃破数に応じて、最大100点の点数評価が下される。また、それまでにクリアしたステージの平均点（アベレージ）によってゼロのランクが決定される。ランクはS・A・B・C・D・E・Fの7段階。ランクSとAではボスキャラクターの攻撃パターンが追加される。
EXスキル
『ロックマンゼロ2』より採用されたシステム。ゼロのランクがSかAの状態でボスを倒す（ゼロ4では天候をボスに有利な状態にしてボスを倒す）と、ゼロに新しい技が追加される。システムの正式名称は「エクストラ・スキル・キャプチャリング」である。発動法は技によって異なるが、「上キーを押しながらセイバーで攻撃」などシンプルなものが多い。
初出作であるゼロ2では、「エナジーチェーン」や「フィルターシールド」といった他目的に使用できるスキルも存在していたが、ゼロ3以降は攻撃目的としたスキルにまとめられていった。ゼロ4では、さらにセイバーとバスターの2種類のスキルに絞られ、シリーズを重ねる毎にシンプルさが増していった。
作品ごとのEXスキルの詳細については、各作品のEXスキルを参照。

## 用語
イレギュラー
本作のイレギュラーの意味合いは『ロックマンXシリーズ』とは異なり、ネオ・アルカディアにとって不要なレプリロイド、敵対行動をとる者全てを指し、後述にある通り『ゼロ4』ではネオ・アルカディアに逆らえば人間すらもイレギュラー認定されてしまう事態となった。
ネオ・アルカディア
後述の妖精戦争終結後にエックスによって建国され、妖精戦争で生き残った人間達が住み、それを守護するレプリロイドによって統治されている『ゼロシリーズ』唯一の国家。しかし、エックスがダークエルフを封印するために姿を消し、シエルが代わりの統率者としてコピーエックスを製作したあたりから狂い始め、エネルゲン水晶を無駄に消費するレプリロイドをイレギュラーとして不当に大量処分した事で、シエルはネオ・アルカディアから脱走し、レジスタンスを結成した。
ネオ・アルカディアに住む人間は考える事を放棄し、「ネオ・アルカディアのやっている事は正しい」と盲目的に信じている。
『ゼロ4』でドクター・バイルによって事実上の独裁国家となり、バイルに逆らう者は人間すらもイレギュラーとして処分するようになった。終盤にて、クラフトがラグナロクの主砲でバイルをネオ・アルカディアごと葬るために撃ち、バイルがいたネオ・アルカディア中央都市部は完全に消滅、事実上壊滅した。
四天王
英語名は「The Four Guardians（フォーガーディアンズ）」。エックスのDNAクローニングによって誕生した、ネオ・アルカディア直属のイレギュラーハンター。「賢将」ハルピュイア、「闘将」ファーブニル、「妖将」レヴィアタン、「隠将」ファントムの4人で構成され、それぞれ自らの軍団を率いている。分類的にはレプリロイドではなく、バイオロイド。Z2では「オリジナルエックスのパーツを基にして設計されている」、Z3では「エックスDNAからのクローン技術により生まれたレプリロイド」とされている。
ハルピュイアやファントムのような忠誠心の厚い者や、ファーブニルやレヴィアタンのように己が欲望を優先して行動する者など、エックスのクローン体とはいえ、その個々の性格はまるで異なる。ゼロというもう一人の英雄と戦い、互いに考えをぶつけることで、その立場や思考を大きく変化させていく。
ハルピュイアとレヴィアタンは互いの連携での気象コントロールによる人類の生存圏拡大、ファーブニルは武力行使によるイレギュラー鎮圧、ファントムはエックスの身辺警護およびイレギュラーの諜報が本来の任務。ネオ・アルカディア政府の「地球環境再生」と「イレギュラー抑止」の両立を目指した結果であり、アームドフェノメノン (Armed Phenomenon) と呼ばれる戦闘に特化した2次形態に変身することも可能。
Z1終盤にて、ファントムがゼロをコピーエックスのもとに行かせまいとして自爆した後も、残った3人で引き続き四天王としての責務を果たしていた。Z3にて全員コピーエックスMk2の命により幹部の座を追われた上、バイルによってネオ・アルカディアが支配されてしまったこともあり、実質四天王は機能しない状態となってしまった。
彼らのその後に関しては、スタッフは「バイルの攻撃から人間たちを守るためにどこかで戦っているかもしれない」としている。だが別のコメントでは「Z3終盤でオメガの爆発からゼロを庇い全員死亡した」とも発言している。最新の設定としてそれらを合わせ「ネオ・アルカディアの公式記録にはその後の活動が記録されていない故に登録抹消（死亡扱い）となっているが、監視が届かないどこかで人間のために戦っている可能性は否定できない 」と回答している。
ミュートスレプリロイド（Mythos Repliroid / Mutos Reploid）
ネオ・アルカディアの中でも、特に地位の高い数体のレプリロイドの総称。ゼロシリーズのボスキャラクターはほとんどが彼らである。その力に縋ろうという人々の想いから、ほとんどが神獣などの伝説的な生物などに模されて作られている（ミュートス：「神話」の意）。
各四天王の統治する軍団に所属していたが、Z1にてファントムが死亡したため、斬影軍団に所属していた者は他の四天王傘下に配置換えされていたり、自ら行方をくらますなどしている。
サイバーエルフ（Cyber Elf）
人間、およびレプリロイドのサポートとして作られたプログラム生命体。サイバーエルフ・エックスのように「レプリロイドの魂」としても扱われている。ナース系（Nurse Type、ライフ増強&回復）、アニマル系（Animal Type、身体能力強化）、ハッカー系（Hacker Type、データ書き換え）の3種に分類される。エネルゲン水晶によって成長するエルフも存在し、成長することで初めてその能力を発揮できるようになる。Z1のみ、隠し要素としてレア系エルフ（ジャクソン、Jackson）が登場する。
人間には見ることも触ることもできないが、シエルがつけている特殊なゴーグルや手袋を装着することで可能。
従来サイバーエルフは能力を発揮すると消滅し、物理的攻撃によりダメージを受けることもあれば、日光に触れると消滅してしまう特殊なケースも存在する。
『ゼロ3』では、シエルの研究の成果もあって持続的に消滅なしにエルフの能力が使えるようになり、これまでの融合タイプ（フュージョン、Fusion）から装備タイプ（サテライト、Satellite）への変更が可能となった。さらにZ4では、複数のエルフの能力をコピーして使用できる新型エルフの開発にも成功している。
妖精戦争時代では下記のようにサイバーエルフを兵器として投入させるための研究も行われていたらしく、Z4におけるプアエルフはその失敗作であり、放棄されたレプリロイドに取り憑いて攻撃してくる。
マザーエルフ（Mother Elf）
ダークエルフの正式名称。イレギュラープログラムを元に戻し、イレギュラーを救うために作られたサイバーエルフ。「シグマアンチボディプログラム」と呼ばれるプログラムを内包、レプリロイドのプログラムに異常を起こしイレギュラー化させる∑ウイルスとは逆にイレギュラー化したレプリロイドのプログラムを書き換え、正常に戻す機能を持つ。
イレギュラー戦争後期にはエックスがこのマザーエルフを行使しており、本シリーズ時代のエックスはマザーエルフのことを「彼女」と呼び、良く知っている様子を見せている。バイルによって「レプリロイドの戦闘性能を強化し操作する」サイバーエルフ「ダークエルフ」へと改造された（強化されたレプリロイドは外見が著しく変化する）。
プロジェクト・エルピス（Project Elpis / Project Elpizo）
イレギュラー戦争時に発案された、全レプリロイドの完全支配計画。元々はネオ･アルカディアの前身となった政府によって、イレギュラーの完全な撲滅と再発防止のために考案されたものであったが、エックスを筆頭とした人間、レプリロイド双方からなる多くの反対派の存在によって実現することのないはずの計画であった。プロジェクト・エルピスに関するあらゆるデータが保存されたデータ図書館のあった海洋都市は、爆破され水没した。
妖精戦争（Elf Wars）
Z2から劇中に登場し、Z3にて初めてその内容が明らかとなった。イレギュラー戦争より移行した、「サイバーエルフを悪用した一連の戦争」のことを指す。
イレギュラー戦争はエックスがマザーエルフを行使することでΣウイルスの影響によるイレギュラーを激減させたことにより「終結」したが、戦火は止むこと無く、サイバーエルフを悪用した争いへと移行する。
その頃、長く続いた戦争の恐怖からレプリロイド完全管理の支持が出始め、エックスをはじめとする「共存派」と、人間政府を中心とした「支配派」との対立が始まっていた。「支配派」に属するプロジェクト・エルピス推進派の1人であったバイルが、ダークエルフとオメガを用いてプロジェクト・エルピス反対派およびレプリロイドと戦わせようとしたのが事の発端である。オメガは圧倒的な戦闘力を誇り、ダークエルフはレプリロイド同士を戦わせ、ベビーエルフも戦争に投入されている。4年で戦争は終わったが、全人類の6割、レプリロイドの9割が死滅という最悪の結果が出た。
エックスと新たなボディで目覚めたゼロによってオメガは無力化される。バイルは当時の人間たちの手により記憶の全てをデータ化、肉体を再生させるアーマーを組み込まれ、心身共に朽ちることを許されない「不死の刑」に処せられ、地球を周回するようにプログラムされた宇宙船にオメガと共に積み込まれ宇宙へと追放された。
ダークエルフは、その体を2つに分けられ封印され、半分はネオ・アルカディア最深部にそびえ立つ巨塔内にある封印装置ユグドラシルに収められる。ユグドラシルでの封印には、エックスが自らのボディを封印のキーとして使用した（なお、Z2でエックスのボディがエルピスに破壊され、同時にダークエルフの封印も解かれてしまっている）。ゼロはこの妖精戦争終結後に、エックスの静止を振りきって再び長い眠りについた。その後、本シリーズで目覚めることになる。
エネルゲン水晶（Energen Crystal / Energy Crystal）
レプリロイドのエネルギー源。「Eクリスタル（E-Crystal）」とも呼ばれる。設定上で名前が初登場したのは『ロックマンX2』だったが、本シリーズで明確に使用する様子が描写された。原作の設定どおりならば「わずかな量で膨大なエネルギーを生む結晶状の物質で、特定の鉱脈から採掘される」となっている。作中の時代でも主要なエネルギー資源であり、レプリロイドにとっては食料（燃料）であるためレジスタンスベースには巨大な貯蔵庫が用意されている。サイバーエルフもエネルギー源として利用可能で、これを与え成長するものもいる。
鉱脈が次々と採掘され尽くされ、ネオ・アルカディアでは慢性的なエネルギー不足に陥っていた。そのためコピーエックスによる人類に対して不要なレプリロイドの処分実施、レジスタンスとの戦いを招く。
システマ・シエル（System-a-Ciel / Ciel System）
シエルがエネルギー不足の解決と、それによる争いを終結させるべく製作した新しいエネルギーシステム。エルピスが連れて来たベビーエルフ・クリエと後に捕獲したプリエのデータを基に開発され、Z2終了からZ3のオープニングより少し前（この期間は約2か月）に完成したとされる。
どのようなエネルギーであるかは明確に描写されず不明だが、相当に画期的なエネルギーとなる可能性を持つようで、Z3のオープニングにて極秘にサンプルを受け取ったハルピュイアはレジスタンスとの終戦を考えていた旨を述べていた（バイルの登場により叶わなかったが）。
サイバーエルフに大きな影響を与える性質を持つようで、この技術を応用したのがZ3の能力を使用しても死なないサテライトタイプのエルフとされる。サンプルを調べたバイルは「ダークエルフと組み合わせることでさらなるエネルギーを生む可能性がある」という分析を行っていた。

## 漫画版
別冊コロコロコミックにて2003年6月号 - 2006年2月号まで連載、舵真秀斗が執筆。単行本は全3巻。
物語を深く掘り下げるよりも、掲載誌の読者に「ロックマンゼロ」の知名度を広げることを目的に、読者の年齢層に合わせたオリジナルストーリーを展開。それでも読者からの反応が低かったため、さらに後半はキャラクターのみを共有する、ほぼ完全なギャグ漫画へと路線変更した（これらの方針は編集部との話し合いにより決定したとのこと）。原作版との相違点は以下の通り。
- ゼロの発見者がシエルではなくオリジナルキャラクターのリトになっている。
- ゲーム版でもゼロは記憶喪失だが、漫画版は二重人格であり、非戦闘時は非常に弱々しくなる。
- シエルがレプリロイドになっている（原作の彼女は人間である）。性格は男勝りで気が強いが、ピンチのときには女らしくなる。
- セルヴォとハルピュイアの一人称が僕になっている（セルヴォは原作では私、ハルピュイアは俺である）。
- コピーエックスは、四天王が合体した姿となっている。
- ゼロナックルの用途が敵から武器を奪うことではなく、単に敵を殴りつけるという設定になっている。
- オメガがゼロと等身大になっている。

## サウンドトラック
| 発売日        | タイトル                                                  | 概要                                         |
| ------------- | --------------------------------------------------------- | -------------------------------------------- |
| 2004年5月28日 | REMASTERED TRACKS ROCKMAN ZERO                            | ロックマンゼロのサウンドトラック             |
| 2004年10月2日 | REMASTERED TRACKS ROCKMAN ZERO Idea                       | ロックマンゼロ2のサウンドトラック            |
| 2005年3月3日  | REMASTERED TRACKS ROCKMAN ZERO Telos                      | ロックマンゼロ3のサウンドトラック            |
| 2005年9月30日 | REMASTERED TRACKS ROCKMAN ZERO Physis                     | ロックマンゼロ4のサウンドトラック            |
| 2010年6月10日 | REMASTERED TRACKS ROCKMAN ZERO Mythos                     | ロックマンゼロシリーズのサウンドトラック     |
| 2011年4月27日 | ROCKMAN ZERO COLLECTION SOUNDTRACK 響命 - résonnant vie - | ロックマンゼロコレクションのサウンドトラック |

## フィギュア
ロックマンゼロ（1/10スケール プラスチックキット）
コトブキヤから発売された組み立て式フィギュア。
S.H.Figuarts ロックマンゼロ
バンダイの魂ウェブ商店から発売された可動式フィギュア。2014年10月発送。